# 노인환
노인환(盧仁煥, 1932년 5월 24일 ~ 2023년 10월 7일)은 대한민국의 공무원, 정치인이다. 제10·13·14대 국회의원을 지냈다. 본관은 풍천이며, 경상남도 함양군 출생이다.

## 학력
- 함양초등학교
- 부산중학교
- 부산고등학교
- 서울대학교 경제학과
- 미국 메릴랜드 대학교 대학원

## 경력
- 경제기획원 공공차관 과장
- 전경련 상근 부회장
- 경제기획원 공정거래 분과위원장
- 제10대 국회의원 (거창, 함양, 산청 / 민주공화당)
- 제13대 국회의원 (함양, 산청 / 민주정의당)
- 제14대 국회의원 (함양, 산청 / 민주자유당)
- 민주자유당 당무위원
- 민주자유당 재정위원장
- 국회 재무위원장

## 역대 선거 결과
|  | 16.28% |

|  | 33.60% |

|  | 41.71% |

|  | 37.05% |

|  | 9.8% |